# Nicolasa Pradera
Nicolasa Pradera Mendive (Marquina-Jeméin, 7 de diciembre de 1873 - Madrid, 1959) fue una cocinera española, famosa por ser la fundadora de los restaurantes de cocina vasca que llevan su nombre en diferentes ciudades españolas, con los que  adquirió renombre a nivel nacional.

## Biografía y trayectoria
Como costumbre y tradición, al nacer Nicolasa Pradera, recibió ese nombre por ser el día de San Nicolás. Su familia era muy humilde, se crio en el pueblo y con 20 años empezó a trabajar en el servicio doméstico de la familia Gaytan de Ayala, donde inició sus primeras labores de ayudante de cocina. Cuando una de las hijas de esa familia se casó y se trasladó a San Sebastián se fue con ella a su nuevo domicilio. Trabajó allí durante 22 años, aprendió el oficio y llegó a ser la jefa de cocina.
Conoció y se casó con Narciso Dolhagaray Picabea, que regentaba una de las mejores carnicerías de la ciudad. Posteriormente, en 1912 abrió junto a su marido un restaurante en el primer piso de la calle Aldamar 4, al que llamaron Casa Nicolasa.
En aquella época la ciudad de San Sebastián era uno de los principales destinos turísticos de la península ibérica, al que acudía la nobleza y la clase pudiente de España y otros países europeos. El restaurante Casa Nicolasa enseguida cogió renombre y fama entre veraneantes y fue halagado por figuras como Gregorio Marañón, quien fue un asiduo cliente y admirador de la cocina vasca.
El restaurante también era conocido por la discreción de sus reservados, donde se realizaron reuniones transcendentales para el devenir político y económico del país.
Nicolasa Pradera vendió el restaurante y la marca Casa Nicolasa en 1930, a su ayudante Maria de Urrestarazu, que lo regentó hasta 1952. A continuación, abrió otro nuevo restaurante en colaboración con sus hijos, situado en pleno paseo de La Concha, y llamado Andia. 
En 1933 escribió el libro La cocina de Nicolasa, que prologó Gregorio Marañón y que tuvo ocho ediciones, hasta 2010. Se convirtió en una obra de referencia de la gastronomía vasca.
Después de la guerra civil se fue a Madrid con su hija en 1940 donde abieron el restaurante Nicolasa en Madrid, primero en la calle Sevilla y luego en la calle Velázquez.
Desde 1986 regentó el restaurante Juan José Castillo, hasta octubre de 2010 momento en el que cerró el restaurante Casa Nicolasa ubicado en Sebastián tras 98 años de historia.
El chef riojano Francis Paniego destacó su figura como mujer pionera en el mundo de la cocina dentro del espacio radiofónico de RNE dedicado a las mujeres cocinerasː

Fue una mujer adelantada a su tiempo, excelente cocinera, que marcó un estilo, y que se ha convertido en un auténtico referente para muchísimas mujeres cocineras de su época. (Espacioː "Mujeres Cocineras" dentro del programa De Pe a Pa de RNE. 2019)